# Sophie Tolstoy
Sophie Alexandra Tolstoy Regen, född Tolstoy 25 mars 1967 på Lidingö, Stockholms län, är en svensk skådespelare och teaterregissör. 
Hon arbetar numera som logonom (röst- och talpedagog) och skådespelare. Hon undervisar i röst- och talvård vid Ersta högskola, i retorik på Carlssons skola och som röstcoach inom näringslivet.
Hon är syster till skådespelaren Alexander Tolstoy och gift med skådespelaren Folke Regen.

## Filmografi
- 1990 – Werther
- 1994 – Bara du & jag
- 1996 – Nöd ut
- 1996 – Anna Holt (TV-serie)
- 1997 – Snoken (TV-serie)
- 1999 – Ett litet rött paket (TV-serie)
- 1999 – Jakten på en mördare (TV-serie)
- 2001 – Nya tider (TV-serie)
- 2001 – Beck – Hämndens pris
- 2006 – Inga tårar
- 2016 – Den allvarsamma leken